# Soaserra
Soaserra (llamada oficialmente Santa Olaia de Soaserra) es una parroquia del municipio de Cabañas, en la provincia de La Coruña, Galicia, España.

## Otras denominaciones
La parroquia también es conocida por el nombre de Santa Eulalia de Soaserra.

## Entidades de población
Entidades de población que forman parte de la parroquia:
- Lagoa (A Lagoa)
- Rúa (A Rúa)
- As Fontiñas
- Cerdeiras
- Lavandeira
- Lugar de Paz
- La Iglesia (O Igrexario)
- Ameneiros (Os Ameneiros)
- Durás (Os Durás)
- Lamas (Os Lamas)
- Sardiñas (Os Sardiñas)
- Xavariz (Xabariz)

## Demografía
| Gráfica de evolución demográfica de Soaserra entre 2000 y 2018 |
|                                                                |
| Datos según el nomenclátor publicado por el INE.               |